# Schiffsbefestiger

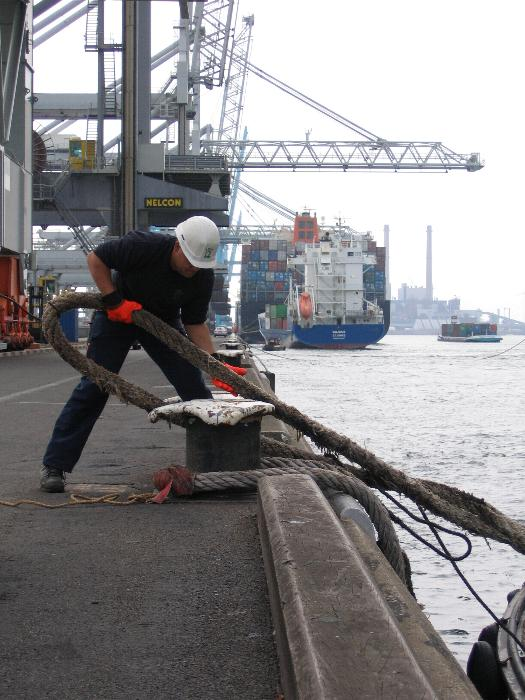
Schiffsbefestiger belegt eine Festmachertrosse an einem Poller

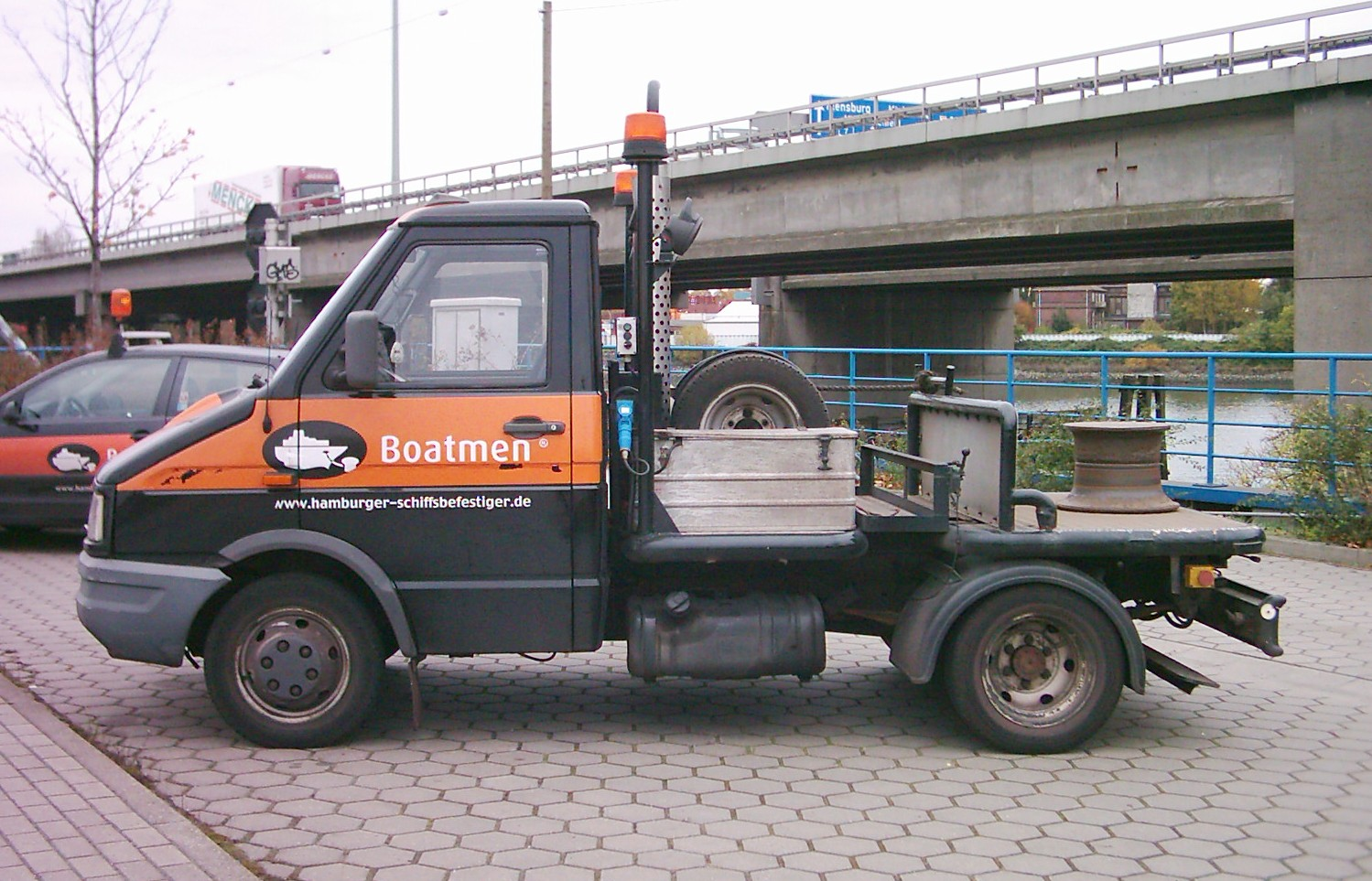
Windenfahrzeug der Hamburger Schiffsbefestiger

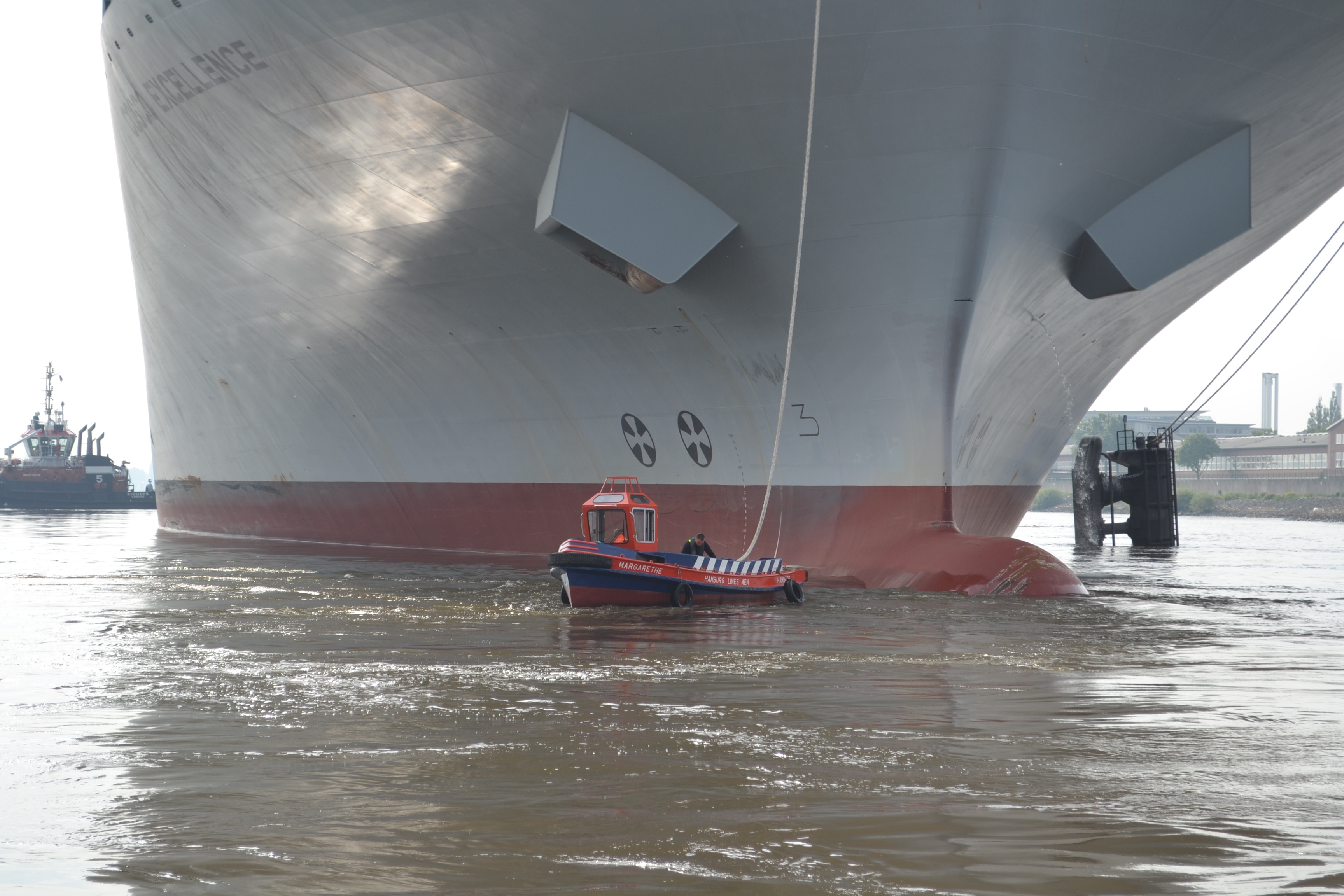
Decksmann auf dem traditionsreichen Festmacherboot „Margarethe“ der Hamburg Lines Men

Als Schiffsbefestiger oder Festmacher wird eine Person bezeichnet, die anlegenden Schiffen von Land aus oder unter Verwendung eines Festmacherbootes beim Festmachen behilflich ist. Die entsprechende Tätigkeit bei ablegenden Schiffen heißt Losbinden als Gegensatz zum Festbinden.
Typischerweise arbeitet er auf dem Kai, auf der Pier oder an Bord seines Festmacherbootes. Für schwere Trossen kann er auch an Land eine fahrzeuggebundene Winde einsetzen. Ihm wird von Bord aus für jede Festmacherleine eine Wurfleine zugeworfen, die mit einer Affenfaust (oder Ähnlichem) beschwert ist, damit sie weit genug und trotz Winds in die richtige Richtung fliegt. Mit der Wurfleine zieht er das Auge der Festmacherleine zu sich heran und legt es über den richtigen Poller. Danach ist es Sache der Schiffsbesatzung, die Festmacherleine mit einer Winde oder einem Spill durchzuholen und bordseitig zu befestigen.
Das Losbinden (oder Loswerfen) dauert nur wenige Minuten.
Ein Schiffsbefestiger muss für seine Arbeit wissen, welche Poller in welcher Reihenfolge benutzt werden und wo ein Aufenthalt lebensgefährlich sein kann, falls eine Festmacherleine bricht (reißt) und ihn erschlagen könnte. Ein Schiff wird am Hafenkai in der Regel mit einer Vorleine, einer Achterleine, einer Vorspring und Achterspring sowie Querleinen festgemacht. Bei größeren Schiffen werden gleichlaufende Festmacherleinen, auch Trossen genannt, verwendet, um die Zugkräfte aufzuteilen, die durch den Winddruck auf die Schiffsaufbauten, die Takelage und die Schiffsladung entstehen.
Im Hamburger Hafen sind Festmacher selbständige Unternehmer und teilweise in der Arbeitsgemeinschaft Hamburger Schiffsbefestiger zusammengeschlossen. Sie suchen ihre Einsatzorte mit dem Auto oder mit eigenen Festmacherbooten auf.
Vor 2006 gab es in Deutschland keine geregelte Ausbildung zur Tätigkeit des Schiffsbefestigers, es wurde stattdessen Erfahrung im seemännischen Dienst erwartet. Seither ist die Tätigkeit im Ausbildungsberuf des Hafenschiffers integriert.